# General Admiral
Den russiske panserkrydser General Admiral regnes normalt som den første panserkrydser og som den første rigtige krydser. På grund af sin relativt lave fart var hverken den eller søsterskibet Gerzog Edinburgski nogen speciel trussel mod det engelske overherredømme til søs. De engelske (og franske) panserskibe var både kraftigere og hurtigere, så disse første krydsere var mere beregnet på tjeneste i områder, hvor store panserskibe var sjældne. I Storbritannien byggede man alligevel sine egne panserkrydsere som svar, nemlig Shannon og de to skibe af Nelson-klassen.

## Tjeneste
General Admiral fik nyt maskineri i 1892 og blev i de sidste år af sin karriere brugt som skoleskib. I 1909 blev den ombygget til minelægger og fik navnet Narova. Efter den russiske revolution blev navnet ændret til 25 Oktiabrya. Udgik af tjeneste i 1938.